# Blessing Okagbare
Blessing Okagbare (Sapele, 9 oktober 1988) is een Nigeriaans sprintster, verspringster en hink-stap-springster. Haar beste prestaties tot nu toe zijn een bronzen medaille bij het verspringen op de Olympische Spelen van 2008 en een zilveren medaille op hetzelfde onderdeel bij de wereldkampioenschappen in 2013.

## Biografie

### Jeugd
Okagbare groeide op in Sapele, een plaats in de Nigerdelta. Ze voetbalde in eerste instantie op de middelbare school, maar later ontdekte ze dat ze de baan ook wel leuk vond.

### Junioren
In 2004 won ze als jeugdatlete een gouden medaille bij het verspringen en een bronzen medaille bij het hoogspringen op de National Secondary Schools Games in Owerri. Later dat jaar won ze ook nog een bronzen medaille bij het hinkstapspringen op de veertiende editie van het National Sports Festival in Abuja. Vervolgens deed ze in 2006 voor Nigeria mee aan de wereldkampioenschappen voor junioren in Peking, maar hierbij kwam ze niet verder dan de kwalificatierondes.

### Begin professionele carrière
In mei 2007 won Okagbare bij de voorbereidingen op de Afrikaanse Spelen in Lagos zowel goud bij het ver- als bij het hink-stap-springen. Daar verbeterde ze ook het nationaal record bij het hink-stap-springen naar 14,13 m. In de zomer van dat jaar won ze zilver bij het onderdeel verspringen op Afrikaanse Spelen in Algiers; bij het hink-stap-springen eindigde ze als vierde, onder andere achter haar landgenote Chinonye Ohadugha, die met een sprong van 14,21 de zilveren medaille veroverde en hiermee tegelijkertijd het kersverse nationale record van Okagbare alweer verbeterde.
Verder vertrok Okagbare naar El Paso om daar economie te studeren met behulp van een studiebeurs. Bovendien zou ze in de Verenigde Staten meer kans hebben op een betere sportcarrière.

### Eerste Olympische Spelen en het sprinten
In 2008 deed Okagbare mee aan de Olympische Spelen in Peking. In de finale van het verspringen, waar ze door de diskwalificatie van de Oekraïense Lyudmila Blonska in mocht starten, pakte ze het brons. Deze bronzen medaille behaalde ze door een persoonlijk record van 6,91 m te springen. Deze medaille werd later opgewaardeerd naar een zilveren medaille vanwege een dopingovertreding van de zilveren medaillewinnaar.
Een jaar later in 2009 begon ze met het sprinten en in juli dat jaar won ze bij de Nigeriaanse kampioenschappen goud op de 100 meter met een tijd van 11,16 s. Ze raakte daarna geblesseerd, waardoor ze tegenviel bij de WK in Berlijn.

## Titels
- Afrikaanse Spelen kampioene verspringen - 2011
- Afrikaanse Spelen kampioene 4 x 100 m - 2011
- Afrikaans kampioene 100 m - 2010, 2014
- Afrikaans kampioene verspringen - 2010
- Afrikaans kampioene 4 x 100 m - 2010, 2014
- Gemenebestkampioene 100 m - 2014
- Gemenebestkampioene 200 m - 2014
- Nigeriaans kampioene 100 m - 2010
- NCAA-kampioene 100 m - 2010
- NCAA-kampioene verspringen - 2010

## Persoonlijke records
Outdoor
| Onderdeel        | Prestatie                     | Datum         | Plaats   |
| ---------------- | ----------------------------- | ------------- | -------- |
| 100 m            | 10,79 s (+1,1 m/s)(ex-AR; NR) | 27 juli 2013  | Londen   |
| 200 m            | 22,04 s (+0,5 m/s) (AR)       | 24 maart 2018 | Abilene  |
| 300 m            | 37,04 s                       | 23 maart 2013 | Pasadena |
| verspringen      | 7,00 m (0,0 m/s)              | 19 juli 2013  | Monaco   |
| hinkstapspringen | 14,13 m (+2,0 m/s)(ex-NR)     | 19 mei 2007   | Lagos    |

Indoor
| Onderdeel        | Prestatie       | Datum            | Plaats       |
| ---------------- | --------------- | ---------------- | ------------ |
| 60 m             | 7,18 s          | 26 februari 2010 | Houston      |
| 200 m            | 23,52 s         | 6 februari 2010  | Lincoln      |
| verspringen      | 6,87 m          | 12 maart 2010    | Fayetteville |
| hinkstapspringen | 13,64 m (ex-NR) | 16 februari 2008 | Fayetteville |

## Palmares

### 100 m
Kampioenschappen
- 2010:  Afrikaanse kamp. - 11,03 s (CR)
- 2010:  IAAF Continental Cup - 11,14 s
- 2011: 5e WK - 11,12 s
- 2011:  Afrikaanse Spelen - 11,01 s
- 2012: 8e OS - 11,01 s
- 2013: 6e WK - 11,04 s
- 2014:  Afrikaanse kamp. - 11,00 s
- 2014:  Gemenebestspelen - 10,85 s
- 2015: 8e WK - 11,02 s
- 2016: 3e in ½ fin. OS - 11,09 s (+0,6 m/s)
- 2017:  FBK Games - 11,16 s (-1,3 m/s)
- 2021:  FBK Games - 11,02 s (+0,8 m/s)

Diamond League-overwinningen
- 2012: Herculis - 10,96 s
- 2013: London Grand Prix - 10,79 s
- 2015: Shanghai Golden Grand Prix - 10,98 s

### 200 m
Kampioenschappen
- 2013:  WK - 22,32 s
- 2014:  Gemenebestspelen - 22,25 s
- 2016: 5e in ½ fin. OS - 22,69 s

Diamond League-overwinningen
- 2013: Sainsbury's Grand Prix - 22,55 s
- 2014: Shanghai Golden Grand Prix - 22,36 s
- 2014: Meeting Areva – 22,32 s

### verspringen
Kampioenschappen
- 2006: 6e in kwal. WK U20 - 5,97 m
- 2008:  OS - 6,91 m (na DQ Tatjana Lebedeva)
- 2010: 6e IAAF Continental Cup - 6,34 m
- 2010:  Afrikaanse kamp. - 6,62 m
- 2011:  Afrikaanse Spelen - 6,50 m (+2,3 m/s)
- 2011: 9e in kwal. WK - 6,36 m
- 2012: 9e in kwal. OS - 6,34 m
- 2013:  WK - 6,99 m
- 2017: 8e WK - 6,55 m

Diamond League-overwinningen
- 2013: Athletissima – 6,98 m
- 2013: Herculis – 7,04 m
- 2014: Shanghai Golden Grand Prix - 6,86 m

### 4 x 100 m
- 2010:  Afrikaanse kamp. - 43,45 s
- 2011:  Afrikaanse Spelen - onbekend
- 2012: 4e OS - 42,64 s
- 2014:  Gemenebestspelen - 42,92 s
- 2014:  Afrikaanse kamp. - 43,56 s
- 2015:  Afrikaanse Spelen - 43,10 s
- 2016: 8e OS - 43,21 s (in serie: 42,55 s)

### 4 x 200 m
- 2015:  IAAF World Relays - 1.30,52